# Pagurus venturensis
Pagurus venturensis är en kräftdjursart som beskrevs av Coffin 1957. Pagurus venturensis ingår i släktet Pagurus och familjen eremitkräftor. Inga underarter finns listade i Catalogue of Life.